# 哥白尼氣候變化服務
哥白尼氣候變化服務（英語：Copernicus Atmosphere Monitoring Service，簡稱CAMS）是歐洲中期天氣預報中心於2014年11月11日推出的服務，提供了關於空气成分的連續數據和資訊。

## 外部連結
- 官方网站